# Paraíso das Águas
Paraíso das Águas è un comune del Brasile nello Stato del Mato Grosso do Sul, parte della mesoregione della Leste de Mato Grosso do Sul e della microregione di Cassilândia.
Il comune è stato istituito nel 2009, a seguito di un referendum tenuto nel 2003 che vide l'apptrovazione del 96,34% degli elettori consultati, il cui risultato venne definitivamente confermato dal Supremo Tribunal Federal nel dicembre 2009.
Con tale decisione, venne pertanto dichiarata l'istituzione del comune, a cui venne attribuita parte del territorio dei comuni di Água Clara, Costa Rica e Chapadão do Sul.